# Gertrude Maseko Mutharika
Gertrude Maseko Mutharika, née le 7 février 1960,  est une femme politique, élue député, par ailleurs Première dame du Malawi de mai 2014 à juin 2020. 

## Biographie
Gertrude Maseko est originaire du village de Kapasule dans le district de Balaka. Son père et sa mère sont des agriculteurs, chrétiens presbytériens de la Church of Central Africa Presbyterian (CCAP). Elle fait ses études secondaires à Zomba, puis obtient un diplôme en gestion administrative.
Après avoir travaillé, notamment pour une organisation prenant en charge des handicapés, elle se présente en 2009 aux élections législatives sous l'étiquette du Parti démocrate-progressiste (DPP). Elle est élue députée de la circonscription de Balaka Nord.
Le 21 juin 2014, elle épouse Peter Mutharika, devenu président de la République le 31 mai 2014, et ce jusqu'en juin 2020. Ils entretenaient une relation amicale de longue date, depuis le retour de Peter Mutharika des États-Unis, et elle était considérée comme sa confidente. Ils ont une différence d'âge d'une vingtaine d'années. Peter Mutharika a deux filles, et un fils, issus de son mariage avec sa première épouse, décédée 30 ans auparavant. La nouvelle première dame a également un fils de son mariage précédent, rompu par divorce une dizaine d'années auparavant,,.
Elle se met, dans cette période de mai 2014 à juin 2020, en retrait de la politique pour se consacrer à des actions caritatives, notamment contre le sida, pour l'aide à l'enfance handicapée, contre la mortalité maternelle et infantile, pour la scolarisation des jeunes femmes, etc., et devient vice-présidente de l’Organisation des Premières Dames d’Afrique contre le VIH Sida (OPDAS),,,.